# Giullaume Landré
Guillaume Louis Frédéric Landré (født 24. februar 1905 i den Haag, død 6. november 1968 i Amsterdam, Holland) var en hollandsk komponist.
Landré er undervist af Willem Pijper, og udviklede sig med tiden i en seriel retning, og brugte også jazz elementer i sine kompositioner.
Han har komponeret 4 symfonier, orkesterværker, koncerter, og en del kammermusik, og operaer.

## Udvalgte værker
- Symfoni nr. 1 (1932) - for orkester
- Symfoni nr. 2 (1942) - for orkester
- Symfoni nr. 3 (1951) - for orkester
- Symfoni nr. 4 (1955) - for orkester
- Sinfonietta (19?) - for violin og orkester
- Koncert stykke (1938) - for orkester
- Cellokoncert (1940) - for cello og orkester
- "Gemme" - opera
- "Jean Leveque" (1965) - opera
- 4 Strygekvartetter (1927, 1943, 1950, 1956)